# Saint-Laurent-la-Vernède
Saint-Laurent-la-Vernède là một xã ở tỉnh Gard. Xã này có diện tích 11,8 kilômét vuông, dân số năm 1999 là 592 người. Khu vực này có độ cao trung bình 212 mét trên mực nước biển.